# GBU-15
GBU-15（英語: Guided Bomb Unit 15）は、アメリカ合衆国のロックウェル・インターナショナルが開発した滑空式精密誘導爆弾。重量2,000ポンド（907.2kg）の無誘導爆弾であるMk 84または地中貫通爆弾のBLU-109を弾体に使用し、前方誘導部、弾頭アダプター、飛翔制御モジュール、空力翼型コンポーネント、兵器データリンクで構成される。

## 概要
GBU-15は、1974年にアメリカ空軍のエグリン空軍基地に所在する兵器開発試験センターで開発が開始され、1983年11月に運用試験と評価が完了、1985年2年に画像赤外線シーカーの初期運用試験と評価が完了して実用化された。

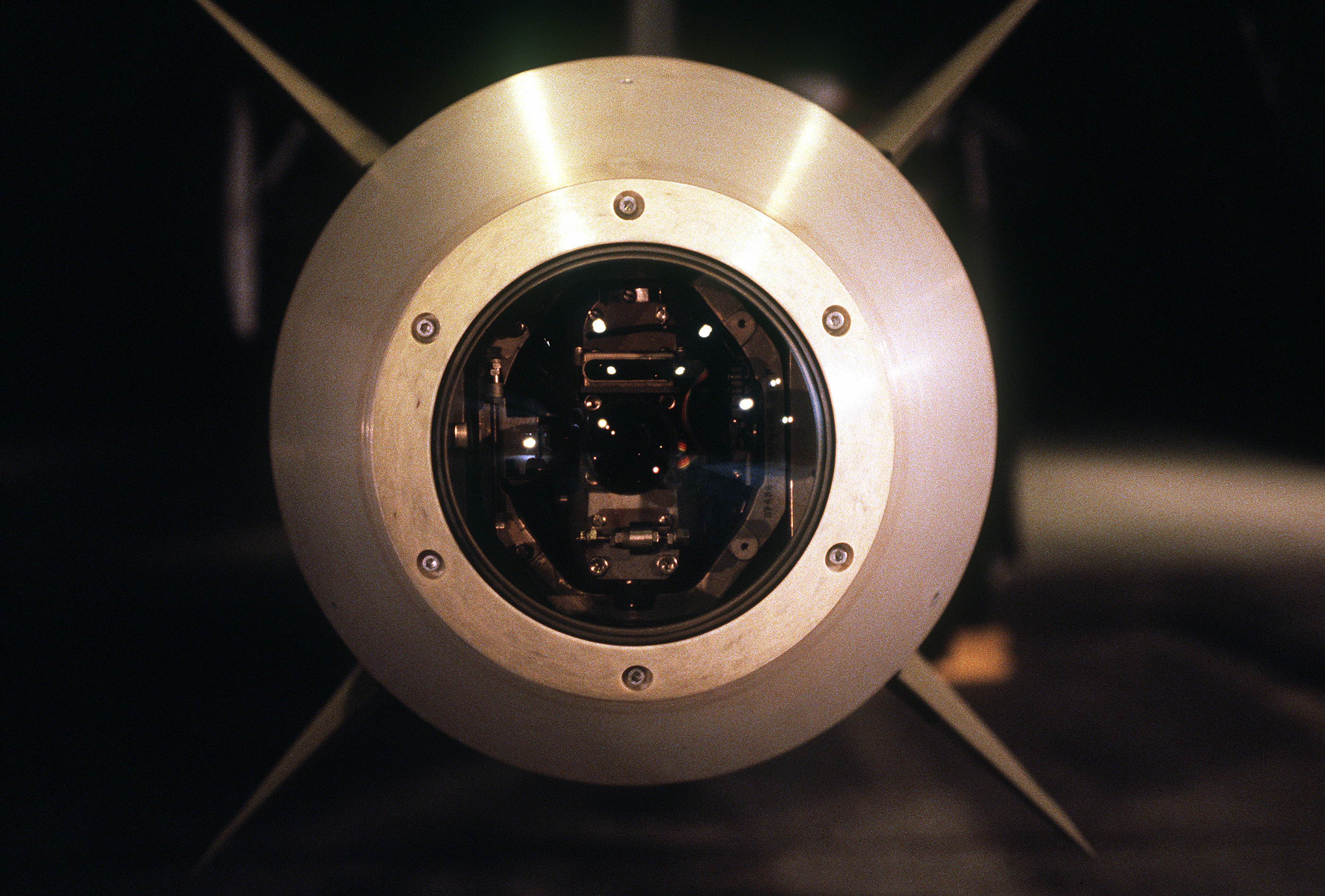
GBU-15(V)-1/Bのシーカー部分。中央にテレビシーカーが内蔵されている。

GBU-15の前方誘導部には、昼間光量テレビ、夜間または悪天候用画像赤外線ユニットが内蔵され、弾頭のほぼ全体にわたって外部電気導管があり、シーカーと飛翔制御モジュールの間を電気信号で繋いでいる。後部の飛翔制御部は、滑空操縦用後縁フラップを備えた4枚の翼がX字型に配置されている。
飛翔制御モジュールには自動操縦装置を備え、前方誘導部から受け取った操舵信号を翼後縁の操縦翼面を動作させる信号に変換し、飛翔経路を変更する。
GBU-15は直接攻撃または間接攻撃で使用でき、直接攻撃ではパイロットが投下前に目標を選択し、武器誘導システムをその上に合わせて投下する。間接攻撃では、投下後に遠隔操作を介して目標を捜索、目標を捕捉・指定されると、データリンクシステムを介して兵装システム士官（英語: Weapon systems officer、略称：WSO）が手動で飛翔制御を行うことができ、低中高度からの高精度攻撃およびスタンドオフ攻撃が可能となっている。
GBU-15には1992年に悪天候時の精密誘導用慣性地形援用誘導装置、1999年4月にはGPSの追加が行われ、GPS搭載型はEGBU-15と呼ばれる。

## 型式
GBU-15(V)-1/B
テレビシーカー型。
GBU-15(V)-2/B
画像赤外線シーカー型。
EGBU-15
GPS誘導型。